# Lijst van voetbalinterlands Kazachstan - Moldavië
Deze lijst van voetbalinterlands is een overzicht van alle officiële voetbalwedstrijden tussen de nationale teams van Kazachstan en Moldavië. De voormalige Sovjet-republieken speelden tot op heden zeven keer tegen elkaar. De eerste ontmoeting, een vriendschappelijke wedstrijd, was op 6 februari 2008 in Antalya (Turkije). Het laatste duel, een wedstrijd tijdens de UEFA Nations League 2020/21, vond plaats in Nur-Sultan op 29 maart 2022.

## Wedstrijden
| № | Plaats     | Datum            | Competitie                  | Wedstrijd             | Uitslag |
| - | ---------- | ---------------- | --------------------------- | --------------------- | ------- |
| 1 | Antalya    | 6 februari 2008  | Vriendschappelijk           | Moldavië – Kazachstan | 1 – 0   |
| 2 | Antalya    | 3 maart 2010     | Vriendschappelijk           | Kazachstan – Moldavië | 0 – 1   |
| 3 | Aksu       | 6 februari 2013  | Vriendschappelijk           | Moldavië – Kazachstan | 1 – 3   |
| 4 | Aksu       | 18 februari 2015 | Vriendschappelijk           | Moldavië – Kazachstan | 1 – 1   |
| 5 | Belek      | 21 februari 2019 | Vriendschappelijk           | Kazachstan − Moldavië | 1 − 0   |
| 6 | Chisinau   | 24 maart 2022    | UEFA Nations League 2020/21 | Moldavië − Kazachstan | 1 − 2   |
| 7 | Nur-Sultan | 29 maart 2022    | UEFA Nations League 2020/21 | Kazachstan − Moldavië | 0 − 1   |

## Samenvatting
| Competitie          | Totaal gespeeld | Winst Kazachstan | Gelijk | Winst Moldavië | Doelsaldo Kazachstan – Moldavië |
| ------------------- | --------------- | ---------------- | ------ | -------------- | ------------------------------- |
| UEFA Nations League | 2               | 1                | 0      | 1              | 2 − 2                           |
| Vriendschappelijk   | 5               | 2                | 1      | 2              | 5 − 4                           |
| Totaal              | 7               | 3                | 1      | 3              | 7 − 6                           |

## Details

### Eerste ontmoeting
| Vriendschappelijk (Antalya, Turkije, 6 februari 2008): |       |                  |
| Kazachstan                                             | 0 – 1 | Moldavië         |
|                                                        | goals | 13' Igor Bugaiov |

### Tweede ontmoeting
| Vriendschappelijk (Antalya, Turkije, 3 maart 2010): |       |                        |
| Kazachstan                                          | 0 – 1 | Moldavië               |
|                                                     | goals | 65' Alexandru Epureanu |

### Derde ontmoeting
| Vriendschappelijk (Aksu, Turkije, 6 februari 2013):                  |       |                    |
| Kazachstan                                                           | 3 – 1 | Moldavië           |
| Viktor Dmitrenko 33' Baurzhan Dzholchiev 59' Baurzhan Dzholchiev 90' | goals | 86' Anatolie Doroş |

### Vierde ontmoeting
| Vriendschappelijk (Aksu, Turkije, 18 februari 2015):                                   |       |                      |
| Kazachstan                                                                             | 1 – 1 | Moldavië             |
| Aleksey Shchetkin 48'                                                                  | goals | 54' Alexandru Gaţcan |
| - Debuut van Nenad Erich (Astana FC) en Zhakyp Kozhamberdy (Taraz FC) voor Kazachstan. |       |                      |

KFF · A-internationals · Bondscoaches · Statistieken · Kazachs vrouwenelftal · Olympisch elftal · Kazachstan U21 · Kazachstan U20 · Kazachstan U19 · Kazachstan U18 · Kazachstan U17
1992 – 1999 · 2000 – 2009 · 2010 – 2019 · 2020 – 2029
1992 · 1993 · 1994 · 1995 · 1996 · 1997 · 1998 · 1999 · 2000 · 2001 · 2002 · 2003 · 2004 · 2005 · 2006 · 2007 · 2008 · 2009 · 2010 · 2011 · 2012 · 2013 · 2014 · 2015 · 2016 · 2017 · 2018 · 2019 · 2020 · 2021 · 2022 · 2023 ·
2024 · 2025
Albanië ·
Andorra ·
Armenië ·
Azerbeidzjan ·
Bahrein ·
België ·
Bosnië en Herzegovina ·
Bulgarije ·
Burkina Faso ·
China ·
Curaçao ·
Cyprus ·
Denemarken ·
Duitsland ·
Engeland ·
Estland ·
Faeröer ·
Finland ·
Frankrijk ·
Georgië ·
Griekenland ·
Hongarije · 
Ierland ·
IJsland ·
Irak ·
Iran ·
Japan ·
Jordanië ·
Kirgizië ·
Koeweit ·
Kroatië ·
Laos ·
Letland ·
Libanon ·
Libië ·
Liechtenstein ·
Litouwen ·
Litouwen ·
Luxemburg ·
Malta ·
Moldavië ·
Montenegro ·
Nederland ·
Nepal ·
Noord-Ierland ·
Noord-Korea ·
Noord-Macedonië ·
Noorwegen ·
Oekraïne ·
Oezbekistan ·
Oman ·
Oostenrijk ·
Pakistan ·
Palestina ·
Polen ·
Portugal ·
Qatar ·
Roemenië ·  
Rusland ·
San Marino ·
Saoedi-Arabië ·
Schotland ·
Servië ·
Singapore ·
Slovenië ·
Slowakije ·
Syrië ·
Tadzjikistan ·
Thailand ·
Tsjechië ·
Turkmenistan ·
Turkije ·
Verenigde Arabische Emiraten ·
Vietnam ·
Wales ·
Wit-Rusland ·
Zuid-Korea ·
Zweden
FMF · A-internationals · Bondscoaches · Moldavisch vrouwenelftal · Moldavië U21 · Moldavië U20 · Moldavië U19 · Moldavië U18 · Moldavië U17 · Moldavië U16
1990 – 1999 ·
2000 – 2009 ·
2010 – 2019 ·
2020 − 2029
1991 · 1992 · 1993 · 1994 · 1995 · 1996 · 1997 · 1998 · 1999 · 2000 · 2001 · 2002 · 2003 · 2004 · 2005 · 2006 · 2007 · 2008 · 2009 · 2010 · 2011 · 2012 · 2013 · 2014 · 2015 · 2016 · 2017 · 2018 · 2019 · 2020 · 2021 · 2022 · 2023 · 2024
Albanië ·
Andorra ·
Armenië ·
Azerbeidzjan ·
Bosnië en Herzegovina ·
Bulgarije ·
Canada ·
Cyprus ·
Denemarken · 
Duitsland ·
El Salvador · 
Engeland ·
Estland ·
Faeröer ·
Finland ·
Frankrijk ·
Georgië ·
Gibraltar ·
Griekenland ·
Hongarije ·
Ierland ·
IJsland ·
Indonesië ·
Israël ·
Italië ·
Ivoorkust ·
Jordanië ·
Kaaimaneilanden ·
Kameroen ·
Kazachstan ·
Kirgizië ·
Kosovo ·
Kroatië ·
Letland ·
Liechtenstein ·
Litouwen ·
Luxemburg ·
Malta ·
Montenegro ·
Nederland ·
Noord-Ierland ·
Noord-Macedonië ·
Noorwegen ·
Oeganda ·
Oekraïne ·
Oostenrijk ·
Polen ·
Portugal ·
Qatar ·
Roemenië ·
Rusland ·
San Marino ·
Saoedi-Arabië ·
Schotland ·
Servië ·
Slovenië ·
Slowakije ·
Tsjechië ·
Turkije ·
Venezuela ·
Verenigde Arabische Emiraten ·
Verenigde Staten ·
Wales ·
Wit-Rusland ·
Zuid-Korea ·
Zweden ·
Zwitserland